# 屈足駅
屈足駅（くったりえき）は、かつて北海道上川郡新得町屈足にあった北海道拓殖鉄道の駅である。同鉄道の廃止に伴い廃駅となった。

## 概要
当鉄道営業開始当初から最大の木材出荷駅で、末期では貨物収入のおよそ 80% が当駅からの木材運輸によるものであった。補助金を打ち切られた後の当鉄道はこれ以外に大きな収入源はなく、木材のトラック輸送への切り替えが当鉄道の命運を決した。

## 歴史
- 1928年（昭和3年）
  - 12月15日 - 新得 - 鹿追間開業に伴い開設。一般駅。
  - - 後の十勝上川森林鉄道の母体となる王子製紙の馬車鉄道が新得駅接続をやめて当駅前を横切り、駅東側の土場へ接続[1][2]。
- 1942年（昭和17年）12月16日 - 構内改装、相対式ホームを単式ホームのみに変更[3]。
- 1950年（昭和25年）
  - - 当駅西側に清水営林署管轄の貯木場開設[4]。
  - - 営林署貯木場内へ本線駅側より専用線1.1km敷設[4]。
  - - 営林署貯木場へ十勝上川森林鉄道が接続[1][2]。王子製紙森林鉄道は廃止[1][2]。
- 1965年（昭和40年）3月31日 - 十勝上川森林鉄道廃止。
- 1968年（昭和43年）
  - 2月10日 - 当駅-瓜幕間が休止になり、当駅折り返し運転となる。
  - 10月1日 - 北海道拓殖鉄道廃止に伴い廃駅。

## 駅名の由来
当地の地区名から。地区名の屈足はアイヌ語のクッタラウシ（イタドリの群生するところ）が転訛したもの。

## 駅構造
- 交換設備を持つ一般駅[5]。
- 駅舎は新得に向かって右手（北側）にあった。
- 1950年（昭和25年）から駅表新得側に隣接して営林署貯木場が設けられ、その中央へ専用線を引き込んでいた。

## 隣の駅
北海道拓殖鉄道
北海道拓殖鉄道線
佐幌駅 - 屈足駅 - 熊牛駅